# Harti

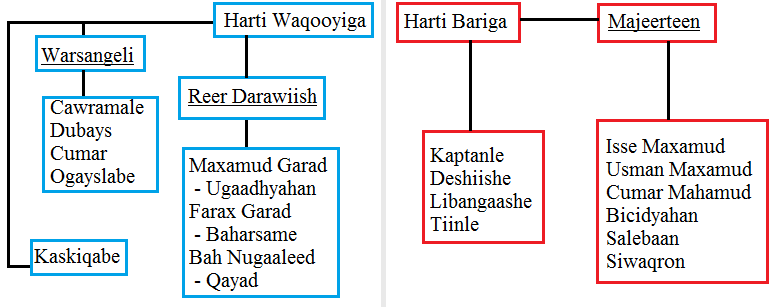
Harti

Harti (també Haarti; somali: Xaarti, àrab هارتي) és un sub grup de la gran confederació de clans dels Darod. Una subdivisió (subclan) dels abgaal (part dels hawiye) també porta el nom de harti. Aquestos darrers viuen a Shabeellaha Dhexe i Mogadiscio. El grup harti dels darod predomina al nord-est de Somàlia i est de Somalilàndia.

## Subclans dels darod harti
- Darod
  - Harti
    - Cabdi Koomade
    - Dhulbahante
    - Kaskiqabbe
    - LiibanGashe
    - Majeerteen
    - Moorcase
    - Warsangali
    - Dashiishe
    - Ogayslabe

## Subclans dels abgaal harti
- Hawiye
  - Abgaal
    - Harti
    - Abokor
    - Agonyar
    - Cabdulle Caruun
    - Ciise Harti
    - Warsangeli